# Te bord
El te bord (Chenopodium ambrosioides L.) és una planta herbàcia anual o perennant, de la família de les amarantàcies. A Catalunya també es diu te fals, te d'Espanya, té de Mèxic, herba formiguera i herba dels leprosos i hi és considerada com invasora. És una planta utilitzada a Amèrica Llatina a causa de les seves propietats curatives per les seves propietats vermífugues i estomacals.

## Morfologia

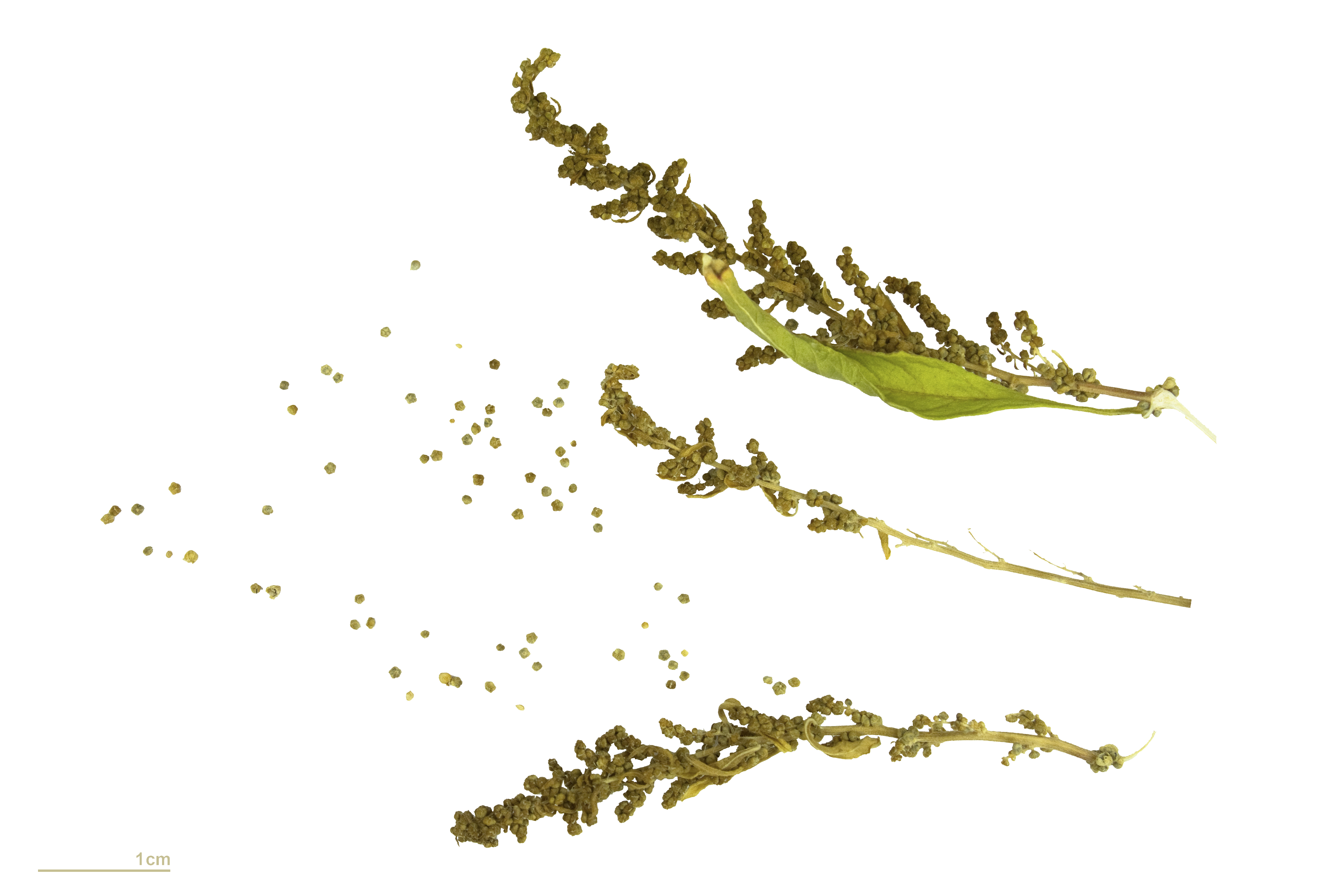
Dysphania ambrosioides

Chenopodium ambrosioides és una planta herbàcia, anual, camèfita (es troba a prop o dins del sòl) i teròfita (només hi ha llavors en les estacions adverses). Normalment oscil·la entre els 50 i els 60 centímetres d'alçada; encara que, en algunes ocasions, pot arribar al metre. El seu tall és erecte, estriat i molt ramificat sobretot a la seva base. És una planta pubescent, tant les fulles, com les flors i els fruits presenten uns pèls glandulars on es forma el seu actiu principal, l'oli essencial.

### Fulles
Les seves fulles són nombroses, alternes i de color verd fosc vermelloses; les inferiors tenen generalment el limbe lanceolat-el·líptic amb les vores dentades o profundament sinuoses, les superiors són més petites, també lanceolades i amb les vores senceres. Mesuren de 5 a 8 cm de llarg i d'1 a 3 cm d'ample. Tenen el pecíol curt verd clar i nervadura pennada. Les fulles (sobretot aquelles que formen la sumitat florida) tenen un sabor aromàtic pel contingut d'essències, que poden augmentar segons el tipus de terreny i de clima on es trobi la planta.

### Òrgans reproductors
Les flors, molt petites i actinomorfes, d'un mil·límetre apareixen entre juliol i setembre i presenten periant amb cinc sèpals. S'agrupen en una inflorescència racemosa que creix des de la unió entre les fulles i la tija de la part superior de la planta, on es poden distingir flors hermafrodites i femenines; aquestes últimes, només presenten gineceu mentre que les hermafrodites presenten androceu amb uns quatre estams a més de gineceu.
De la fecundació es forma un calze fructífer pentagonal, de 0,8 mm de diàmetre on es forma un fruit petit aqueniforme (de 0,7 mm de diàmetre) de forma arrodonida i color negre. Quan aquest fruit està encara recobert per la coberta floral, posseeix a la seva part més externa unes formacions amb un gran cúmul d'olis, que s'utilitzen per a la destil·lació i l'obtenció de la seva essència.

## Distribució
Aquesta planta és originària d'Amèrica, es troba especialment a Mèxic i al sud-oest dels Estats Units. Encara que també la trobem a Europa, Àsia meridional, Àfrica i Austràlia on estan totalment naturalitzades. Als Països Catalans es localitza sobretot a les províncies d'Alacant, Barcelona, Castelló, Girona, Illes Balears (únicament a Eivissa, Formentera, Mallorca, Menorca), Lleida, Tarragona i València. Viu principalment a llocs humits, jardins, vores de camins i camps de cultius.

## Nomenclatura
Chenopodium ambrosioides del grec chenos, d'oca i pous, peu, anomenat així per la forma de les seves fulles amb tres lòbuls que recorden al peu d'una oca. Ambrosioides, prové del grec Ἀμβροσία, α (a) prefix de negació i βρότος (brótos), mortal, el que mitològicament és un aliment reservat exclusivament als déus de l'Olimp. També és coneguda com a Epazote (del náhuatl epazōtl, epatli = guineu + zotli = herba) o paico (del quechua payqu) és una planta amb moltes utilitzacions medicinals. Depenent del lloc es coneix amb diferents noms científics: Ambrina ambrosioides (L.), Chenopodium anthelminticum (L.), Chenopodium integrifolium, Chenopodium obovatum., Chenopodium retusum, Dysphania ambrosioides (L.), Teloxys ambrosioides (L.) Teloxys vagans.

## Cultiu
Es cultiva al llarg de l'any, preferentment en dies poc assolellats en sòls no inundables a manera d'hortalissa. Es recomana deixar entre planta i planta un espai de 0,25 m a 0,30 m, adobar quinze dies abans del cultiu definitiu i realitzar podes de formació. La seva propagació es pot fer mitjançant llavors sexuals i per divisió d'esqueixos. Les llavors tarden 10 dies a germinar. Es pot sembrar directament o per trasplantament al terreny definitiu quan les plantes tenen 20 dies i hagin assolit els 10 o 12 cm.
A part de la seva utilització en el camp de la medicina, l'epazote també s'utilitza en alimentació. Les seves fulles es consumeixen com a verdura en sopes, com l'anomenat "caldo verde" i el "chupe de paico". Les seves llavors s'utilitzen com a condiment a la preparació de "frijoles".
Per la conservació de la planta les parts vegetals, després del cultiu, han d'assecar-se a l'ombra. La seva comercialització pot ser en fresc, deshidratada o polvoritzada, empaquetada a pes, en fundes de te, polietilè, en flascons o tubs.

## Farmacologia
Les infusions i decoccions de les fulles, arrels i inflorescències de C. ambrosioides s'han utilitzat durant segles de manera tradicional per diverses poblacions natives d'Amèrica Llatina i el Carib com a condiment i en medicina ètnica. A més a més, durant les primeres dècades del s. XX, l'oli essencial de C. ambrosioides era un dels antihelmíntics més utilitzats en humans, gossos, gats, cavalls i porcs. El seu ús va decaure a la dècada del 1940 al descobrir altres antihelmíntics menys tòxics. Es creu que a Europa va ser introduïda l'any 1577 per Francisco Hernández, que va ser també metge de Felip II d'Espanya. D'ell prové la primera menció al Vell món que es coneix sobre l'eepazotl, i d'on també es nombren per primer cop les virtuts medicinals que ja li atribuïen els natius de Mèxic.

### Part utilitzada (droga)
S'empra la planta sencera especialment les tiges, les fulles i les llavors, d'on s'extreu l'oli essencial de l'epazote esmentat anteriorment. L'oli d'epazote està format principalment per ascaridol (60-80%) i altres compostos hidrocarbonats com el p-cimè, l'l-limonè, el d-alcanfor, etc.

### Ús farmacològic i altres propietats
L'ascaridol ha estat utilitzat com antihelmíntic en el control de nematodes. Produeix un efecte paralitzant i narcòtic sobre els paràsits intestinals, fent que es desprenguin del teixit intestinal on es troben adherits.
A més a més, el paico té propietats antisèptiques, contraceptives, digestives, diürètiques, hepatoprotectores, acidesa, diabetis, dismenorrea, diarrea, flatulència, reumatisme a més d'altres.

### Toxicitat

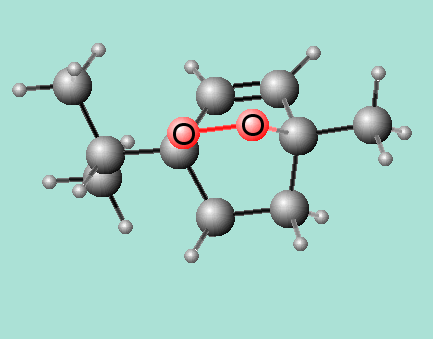
Fórmula química de l'ascaridol

L'ascaridol extret directament de la planta i posteriorment purificat, posseeix una alta toxicitat, per tant, el seu ús va ser prohibit en alguns països des de fa anys. D'altra banda quan s'utilitza el paico que conté ascaridol sense purificar, la seva acció queda contrarestada amb els altres component que conté la planta, neutralitzant-se la seva acció tòxica. Tot i això, no existeix una dosi segura establerta i tant la forma d'ús com la quantitat emprada varia molt segons la regió, la seguretat i efectivitat no estan garantides per aquest motiu. Així, és aconsellable evitar prendre epazote en períodes d'embaràs i lactància i no s'ha d'administrar te o oli d'epazote a nens petits, ja que s'han donat alguns casos d'intoxicació en alguns països d'Amèrica Llatina on és més freqüent el consum d'aquesta planta. S'ha d'evitar també el seu consum en persones que pateixen úlceres, gastritis, problemes de fetge, malalties coronàries o mal funcionament dels ronyons.